# Cultura de las tumbas de losa
La cultura de las tumbas de losa es una cultura arqueológica de los mongoles de la baja Edad del Bronce y de la alta Edad del Hierro. Según diversas fuentes, data entre 1,300 y 300 a. C. La cultura de las tumbas de losa se produjo en un ala oriental de un enorme mundo euroasiático nómada que, en el que a principios del primer milenio a. C., había una civilización conocida como escita-siberiana. El tipo antropológico de la población es predominantemente mongoloide, los recién llegados occidentales de la zona de Tuvá y del noroeste de Mongolia eran caucásicos.
El origen de esta cultura de las tumbas de losa no se conoce con certeza. La ornamentación y la forma de diversos objetos de bronce y, en particular, la tecnología y los métodos estilísticos utilizados en la fabricación de bronces artísticos encontrados en las tumbas de las losas han llevado a los estudiosos a atribuir al menos algunos de ellos al período Karasuk. Al mismo tiempo, parece que la cultura de la sepultura de losa comparte algunos rasgos con la cultura de Karasuk del sur de Siberia- (link: 1).

## Superficie
Los monumentos culturales de las tumbas de losa se encuentran en el norte, centro y este de Mongolia, en Mongolia Interior, en el China del Noroeste (región de Xinjiang, montañas Qilian, etc.), en Manchuria, en el Khingan Menor, en Buryatia, en el sur de la región de Irkutsk y en el sur y centro de la región de Krai de Zabaikalie. El nombre de la cultura deriva de la tipología principal de las tumbas, sus tumbas tienen cercas rectangulares (chereksurs) de lajas de gneis o granito colocadas verticalmente, con kurganes de piedra dentro de la cerca. Se encontraron asentamientos, estructuras funerarias y rituales, pinturas rupestres y otros restos de esa cultura.
Las tumbas más recientes datan del siglo VI a. C. y los primeros monumentos de la cultura Xiongnu pertenecen al siglo II a. C. La brecha no es menor de tres siglos, y los monumentos que llenarían esta brecha cronológica son casi desconocidos.

## Entierros

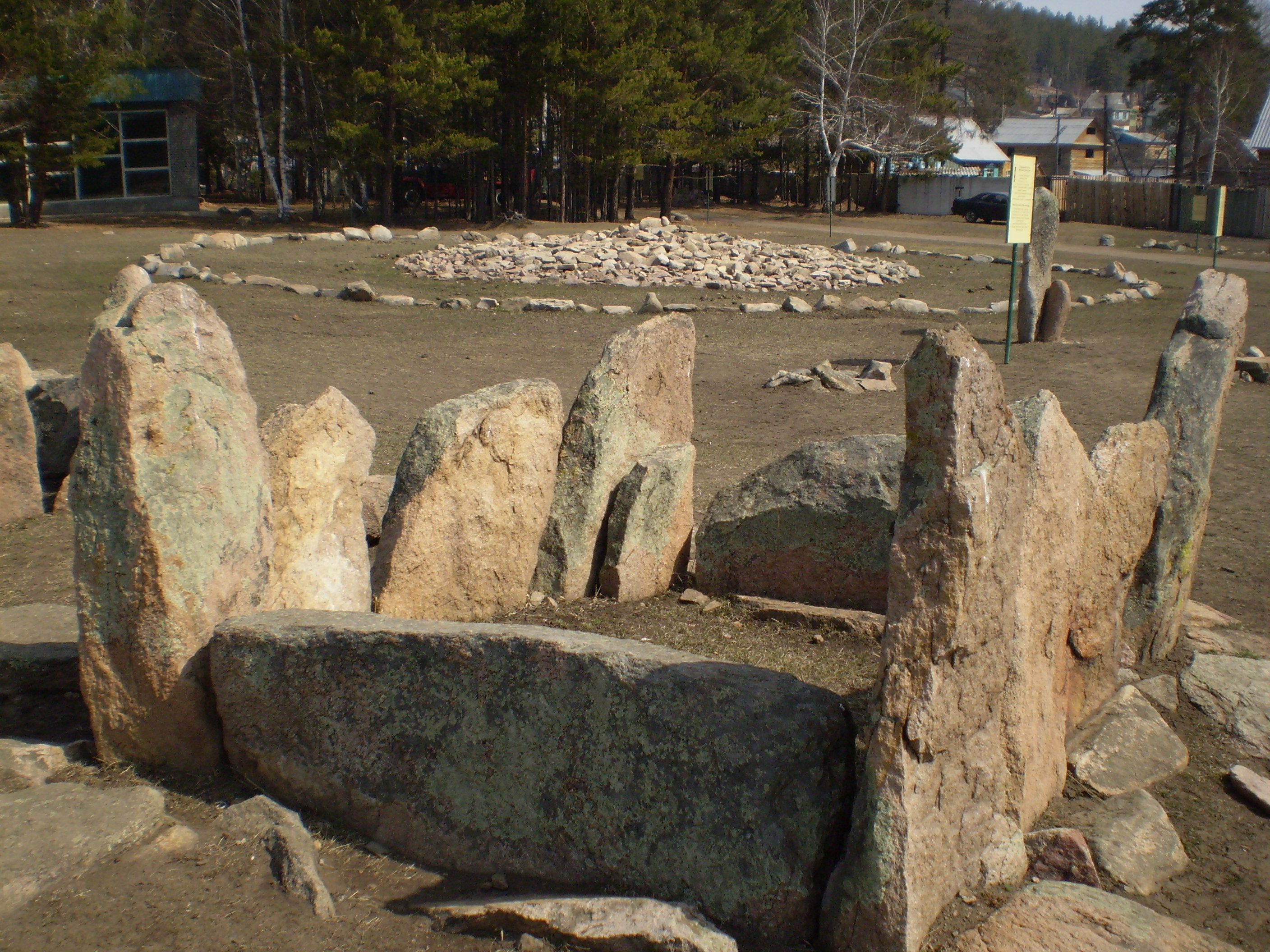
Tumba de losa. Exposición en el Museo de Etnografía de los pueblos de E. Baikal. Se trasladó de la región de Horin de Buriatia

Las tumbas de losa son individuales y colectivas en grupos de 5-8 a entierros grandes con hasta 350 cercas. Los grandes cementerios tienen un plan claro. En el distrito de Aga Buryat se encontraron más de tres mil cercas. La mayoría de las tumbas son entierros, algunas son cercas rituales - cenotafios. Las tumbas están orientadas a lo largo del eje oeste-este. Los difuntos están acostados en la espalda, con la cabeza hacia el este.
Las cercas varían de 1,5 m a 9,6 m, la altura de las losas varía de 0,5 m a 3 m. Las fosas bajo los túmulos de Kurgán están cubiertas con losas que a menudo son de tamaños considerables. La profundidad de las fosas varía de 0,6 m a 2,5-3 m, en las fosas profundas las losas laterales estaban apiladas y cubiertas con varias capas de losa. En lugares dentro de la cerca a veces se instalaban piedras de ciervo, losas individuales con imágenes de ciervos, menos frecuentemente de caballos, acompañadas de señales solares y armamento.
Un complejo funerario en la montaña Lami en el área de Nerchinsk consistía en tumbas de unos 30 metros de longitud, divididas en 4 secciones. La valla no saqueada estaba cubierta por varias losas de hasta 0,5 toneladas de peso cada una. Bajo las losas de cubierta había un altar con cráneos de caballos, vacas y ovejas. Más abajo se encontraron cinco cámaras funerarias para inhumación.
La mayoría de las tumbas fueron saqueadas. La ropa y el calzado enterrado es colorido, con varios adornos de bronce, hueso y piedra: placas, botones, collares, colgantes, espejos, conchas. Las herramientas que lo acompañan son raras: agujas y lechos de agujas, cuchillos y hachas-cortas. Aún menos comunes son las armas: puntas de flecha, dagas, tapas de arco. En algunas tumbas hay arneses de caballos, mangos de látigo. Hay objetos de bronce, menos de hierro y metales preciosos.
Las vasijas son de barro de fondo redondo, algunos trípodes. Los ornamentos de los vasos son impresiones, bandas laminadas, hendiduras. El arte de la Cultura de las tumbas de losa pertenece al estilo animal que representa a los animales domésticos y salvajes, la vida cotidiana y las principales ocupaciones. El arte de la cultura de las tumba tiene muchas características comunes con las culturas del sur de Siberia:Karasuk, Tagar y otras.

## Tumbas en Baikal
Miles de tumbas se pueden ver ahora en la zona sur del lago Baikal. En algunos casos forman un cementerio, con un plano claro y un orden estricto. Por ejemplo, en el lago Balzino unas cien tumbas formaban círculos y rectángulos. Suelen estar situados a mayor altitud, expuestos al sol. Los entierros monumentales marcan la grandeza de la gente que alguna vez vivió allí. Se convirtieron en parte integrante del paisaje cultural e histórico de la estepa de Baikal.

## Relaciones étnicas
Según los antropólogos, se clasifican como la rama siberiana del sur de la gran morfología mongola. La génesis del tipo antropológico está en discusión. Presumiblemente, su origen proviene del tipo antropológico de la población neolítica conocida del sur del lago Baikal y del este de Mongolia.